# Felix Plaut
Felix Plaut (ur. 1877, zm. 1940) – niemiecki psychiatra, dyrektor Wydziału Serologii Niemieckiego Instytutu Badań Psychiatrycznych (Deutsche Forschungsanstalt für Psychiatrie) w Monachium. W 1935 roku został pozbawiony przez Nazistów stanowiska, i emigrował do Londynu. W 1940 roku popełnił samobójstwo.
Pamiętany jest za prace nad kiłową etiologią porażenia uogólnionego, i wspólne prace z Augustem von Wassermanem (1866-1925) nad opracowaniem testu serologicznego pozwalającego wykryć kiłę. Zajmował się związkiem kiły ze schorzeniami psychiatrycznymi, a także poczynił wczesne obserwacje neuroimmunologiczne dotyczące reakcji obronnej mózgu na infekcję krętkami kiły.

## Prace
- The Wasserman Sero-Diagnosis of Syphilis in its Application to Psychiatry, tłum. Smith Ely Jelliffe i L. Casamajor (1911); pierwodruk w jęz. niem. 1909.
- Leitfaden zur Untersuchung der Zerebospinalflüssigkeit. Jena: Verlag von Gustav Fischer, (1913).
- 4 Fälle aus der Deutschen Forschungsanstalt für Psychiatrie; (z Waltherem Spielmeyerem: [w:] Franz Nissl’s) Beiträge, vol. 2, 1; Berlin, (1923).